# Vallon-sur-Gée
Vallon-sur-Gée é uma comuna francesa na região administrativa do País do Loire, no departamento de Sarthe. Estende-se por uma área de 17.3 km². Em 2010 a comuna tinha 811 habitantes (densidade: 46,9 hab./km²).